# アリーナ (デュラン・デュランのアルバム)
| 専門評論家によるレビュー      | 専門評論家によるレビュー |
| レビュー・スコア              | レビュー・スコア         |
| 出典                          | 評価                     |
| ----------------------------- | ------------------------ |
| AllMusic                      | [ 1 ]                    |
| Encyclopedia of Popular Music | [ 2 ]                    |
| ローリング・ストーン          | [ 3 ]                    |
| The Rolling Stone Album Guide | [ 4 ]                    |

『アリーナ』(Arena) は、イングランドのニュー・ウェイヴ・バンド、デュラン・デュランのライブ・アルバム。イギリスでは、1984年11月にパーロフォンからリリースされた。また、アメリカ合衆国ではキャピトル・レコード、日本では東芝EMIから、さらに他の20カ国以上でも、1984年のうちにリリースされた。このアルバムは、2004年にリマスターCDの形で、新たにボーナス・トラック2曲を加えて再発売された（ボーナス・トラック入りの日本盤は2008年）。

## 概要
デュラン・デュランの絶頂期に行われた1984年のツアーから、オーストラリア、カナダ、イングランド、日本、アメリカ合衆国におけるライブ音源を編集したライブ・アルバムであるが、音源には相当のオーバーダビングが後から施されているとされる。
「ザ・ワイルド・ボーイズ」は、ライブではなくスタジオ録音された新曲で、シングル化されて Billboard Hot 100 で2位まで上昇した。
オールミュージックは、このアルバムがデュラン・デュランのアルバムの中でも最高の売り上げとなったことを指摘し、また楽しく聴くことができるとしながら、デュラン・デュランのアルバムとしては取るに足らない部類だと評している。

## トラックリスト
| 全作詞・作曲: デュラン・デュラン。 |                                                                    |                    |                    |      |
| #                                  | タイトル                                                           | 作詞               | 作曲・編曲         | 時間 |
| 1.                                 | 「プリーズ・テル・ミー・ナウ (Is There Something I Should Know?)」 | デュラン・デュラン | デュラン・デュラン | 4:34 |
| 2.                                 | 「ハングリー・ライク・ザ・ウルフ (Hungry Like the Wolf)」          | デュラン・デュラン | デュラン・デュラン | 4:01 |
| 3.                                 | 「ニュー・レリジョン (New Religion)」                              | デュラン・デュラン | デュラン・デュラン | 5:37 |
| 4.                                 | 「セイヴ・ア・プレイヤー (Save a Prayer)」                         | デュラン・デュラン | デュラン・デュラン | 6:12 |
| 5.                                 | 「ザ・ワイルド・ボーイズ (The Wild Boys)」(未発表曲)               | デュラン・デュラン | デュラン・デュラン | 4:18 |

| #   | タイトル                                              | 作詞 | 作曲・編曲 | 時間 |
| --- | ----------------------------------------------------- | ---- | ---------- | ---- |
| 6.  | 「7番目の男 (The Seventh Stranger)」                  |      |            | 5:05 |
| 7.  | 「ザ・ショーファー (The Chauffeur)」                  |      |            | 5:23 |
| 8.  | 「ユニオン・オブ・ザ・スネイク (Union of the Snake)」 |      |            | 4:09 |
| 9.  | 「プラネット・アース (Planet Earth)」                 |      |            | 4:31 |
| 10. | 「ケアレス・メモリーズ (Careless Memories)」          |      |            | 4:07 |

| #   | タイトル                             | 作詞 | 作曲・編曲 | 時間 |
| --- | ------------------------------------ | ---- | ---------- | ---- |
| 11. | 「グラビアの美少女 (Girls on Film)」 |      |            | 5:59 |
| 12. | 「リオ (Rio)」                       |      |            | 5:55 |

## パーソネル
デュラン・デュラン
- サイモン・ル・ボン – リード・ボーカル
- アンディ・テイラー（英語版） – ギター
- ジョン・テイラー – ベース
- ニック・ローズ – キーボード
- ロジャー・テイラー（英語版） – ドラムス

ライブ音源におけるサポート
- Andy Hamilton - サクソホーン
- Raphael DeJesus - バックグラウンド・ボーカル、パーカッション
- B.J. Nelson - バックグラウンド・ボーカル
- Charmaine Burch - バックグラウンド・ボーカル

ライブ音源におけるスタッフ
- Jason Corsaro – エンジニア、ミキサー
- George Tukto – エンジニア
- デュラン・デュラン – プロデューサー

「ザ・ワイルド・ボーイズ」
- ナイル・ロジャース – プロデューサー
- Jason Corsaro – エンジニア、ミキサー

## チャート

### 週間チャート
| チャート（1984年–1985年）              | 最高位 |
| -------------------------------------- | ------ |
| オーストラリア (Kent Music Report)     | 8      |
| オーストリア (Ö3 Austria)              | 7      |
| カナダ (RPM)                           | 10     |
| オランダ (MegaCharts)                  | 5      |
| European Albums (Music & Media)        | 1      |
| フィンランド (Suomen virallinen lista) | 8      |
| ドイツ (Offizielle Top 100)            | 1      |
| ニュージーランド (RMNZ)                | 3      |
| ノルウェー (VG-lista)                  | 16     |
| スウェーデン (Sverigetopplistan)       | 16     |
| スイス (Schweizer Hitparade)           | 4      |
| UK アルバムズ (OCC)                    | 6      |
| US Billboard 200                       | 4      |

### 年間チャート
| チャート（1984年）    | 順位 |
| --------------------- | ---- |
| カナダ (RPM)          | 75   |
| オランダ (MegaCharts) | 63   |
| UK Albums (OCC)       | 31   |

| チャート（1985年）          | 順位 |
| --------------------------- | ---- |
| カナダ (RPM)                | 72   |
| オランダ (MegaCharts)       | 33   |
| ドイツ (Offizielle Top 100) | 25   |
| ニュージーランド (RMNZ)     | 32   |
| US Billboard 200            | 61   |

## 認定
| 国/地域                    | 認定        | 認定/売上数 |
| -------------------------- | ----------- | ----------- |
| カナダ (Music Canada)      | 2× Platinum | 200,000^    |
| ドイツ (BVMI)              | Gold        | 250,000^    |
| オランダ (NVPI)            | Gold        | 50,000^     |
| ニュージーランド (RMNZ)    | Platinum    | 15,000^     |
| スペイン (PROMUSICAE)      | Gold        | 50,000^     |
| イギリス (BPI)             | Platinum    | 300,000^    |
| アメリカ合衆国 (RIAA)      | 2× Platinum | 2,000,000^  |
| ^ 認定のみに基づく出荷枚数 |             |             |